# Casa Editrice Martucci
Casa Editrice Martucci è una casa editrice italiana con sede Via Ariosto 28 a Milano fondata nel 1936 da Gontrano Martucci e che pubblicò soltanto fino al 1938, anno in cui fu messa in liquidazione.
Pubblicò la collana di narrativa gialla I Gialli del Domino Nero. In un dépliant pubblicitario del 1937 l'editore affermò di aver venduto trecentomila copie di gialli in sei mesi.
Nel corso del 1937 pubblicò inoltre una rivista Scienza Vita, due numeri di una seconda collana narrativa gialla I Gialli “B” del Domino Nero, il romanzo Blu Nord di Ettore Zapparoli, Il problema dell'acqua di L.Pontecorvo e Velocità in curva: problemi di ingegneria ferroviaria  di L. Pontecorvo, il libro stereoscopico Lo Zoo in Rilievo, la collezione Cultura militare diretta dal generale Ambrogio Bollati, i due volumi documentari sulla Guerra Etiopica Mareb, Neghelli, Endertà e Tigrai, Ogaden, Addis Abeb del Gen. Aldo Cambiati (1936),  Primavera fascista: dall'avvento fascista all'impero africano: leggi, costumi, ideali, avvenimenti della rivoluzione fascista narrati e illustrati ai giovani (1937) da  Francesco Bonavita e alcune monografie.
La conferenza di Montreux e la nuova convenzione degli Stretti di Mario Toscano comparsa nel 1938 fu la sua ultima produzione.